# Tlépolemosz (festő)
Tlépolemosz (görög betűkkel Τληπόλεμος, Kr. e. 2. század) görög festő
Életéről mindössze annyit tudunk, amennyit Cicero egy művében leírt róla: eszerint Kübriából származott, ahonnan templomok kirablásának gyanújába keveredett, s menekülnie kellett. Caius Verres mellé szegődött, s cinkostársa lett annak rablásaiban és erőszakoskodásában. Munkái nem maradtak fenn.